# Jérôme Meizoz
Jérôme Meizoz (* 23. Dezember 1967 in Vernayaz, Kanton Wallis) ist ein französischsprachiger Schweizer Literaturwissenschaftler und Schriftsteller.

## Leben
Jérôme Meizoz, aufgewachsen im Unterwalliser Dorf Vernayaz, besuchte das Gymnasium in Saint-Maurice. Er studierte Französische Literatur an der Universität Lausanne und Soziologie in Paris. 2000 promovierte er in Lausanne, wo er seither als Assistenzprofessor tätig ist.
Meizoz ist Mitglied des Vereins Autorinnen und Autoren der Schweiz (AdS) und lebt in Lausanne.

## Auszeichnungen
- 2000: Einzelwerkpreis der Schweizerischen Schillerstiftung für Morts ou vifs
- 2005: Preis der Schweizerischen Akademie der Geistes- und Sozialwissenschaften
- 2018: Schweizer Literaturpreis für Faire le garçon

## Werke

### Essays und wissenschaftliche Publikationen
- Le toboggan des images. Lecture de Jean-Marc Lovay. Editions Zoé, Genf 1994.
- Ramuz: un passager clandestin des lettres françaises. Editions Zoé, Genf 1997.
- Le droit de «mal écrire». Quand les écrivains romands déjouent le «français de Paris». Editions Zoé, Genf 1998.
- Un lieu de parole. Notes sur quelques écrivains du Valais romands (XXe siècle). Editions Pillet, Saint-Maurice 2000.
- L’âge du roman parlant 1919–1939. Vorwort von Pierre Bourdieu. Droz, Genf 2001 (= Diss. Lausanne).
- Le gueux philosophe (Jean-Jacques Rousseau). Antipodes, Lausanne 2003.
- L’œil sociologue et la littérature. Slatkine, Genf 2004.
- Confrontations (1994–2004). Antipodes, Lausanne 2005.
- Postures littéraires. Mises en scène modernes de l’auteur. Slatkine, Genf 2007.
- La fabrique des singularités. Postures littéraires II. Slatkine, Genf 2011.

### Literarische Werke
- Morts ou vif, Genf 1999
- Destinations païennes, Genf 2003
- Jours rouges. Un itinéraire politique, Lausanne 2003
- Les désemparés, Genf 2005
- Rapport Amar, Genf 2006
- Terrains vagues, Lausanne 2007
- Père et passe, Lausanne 2008
- Fantômes, Lausanne 2010
- Lettres au pendu, et autres écrits de la boîte noire, Sierre 2011
- Séismes, Genf 2013
- Pénurie, Lausanne 2013
- Saintes colères, Genf 2014
- Temps morts. Une jeunesse jaciste 1937–1945, Lausanne 2014
- Haut Val des loups, Genf 2015
  - Hoch oben im Tal der Wölfe. Die Brotsuppe, Biel 2017, ISBN 978-3-905689-78-5
- Faire le garçon, Genf 2017
  - Den Jungen machen. Roman. Elster, Zürich 2018, ISBN 978-3-906903-05-7
- Haute trahison, Genf 2018
- Absolument modernes!, Genf 2019
- Malencontre, Genf 2022
- Le hameau de personne, Genf 2025